# Lola Monroe
Fershgenet Melaku (Adis Abeba, Etiopija, 23. listopada 1986.), bolje poznata po svom umjetničkom imenu Lola Monroe (ranije poznata kao Angel Lola Luv) je etiopsko-američka reperica, model, spisateljica tekstova i glumica.

## Raniji život
Lola Monroe je rođena kao Fershgenet Melaku, 23. listopada 1986. godine u Adis Abebi, Etiopiji. Njeno ime Fershgenet znači "plod neba", a prezime Melaku znači "anđel". Kasnije se preselila u Washington, D.C., Sjedinjene Američke Države gdje je i odgajana. U Washingtonu je s dvanaest godina počela pisati pjesme i poeme.

## Diskografija
Miksani albumi
- Boss Bitch's World (2009.)
- The Lola Monroe Chronicles: The Art of Motivation (2009.)
- Untouchables (2009.)
- Batteries Not Included (2010.)
- Crown Ain't Safe (2012.)

## Filmografija
Filmovi
- Before I Self Destruct (2009.)
- Crazy Like a Fox (2010.)
- Video Girl (2010.)

## Vanjske poveznice
- Službena stranica  Arhivirana inačica izvorne stranice od 11. svibnja 2012. (Wayback Machine)
- Lola Monroe na Twitteru
- Lola Monroe na MySpaceu
- Lola Monroe na Internet Movie Databaseu